# Tulio Orlando González

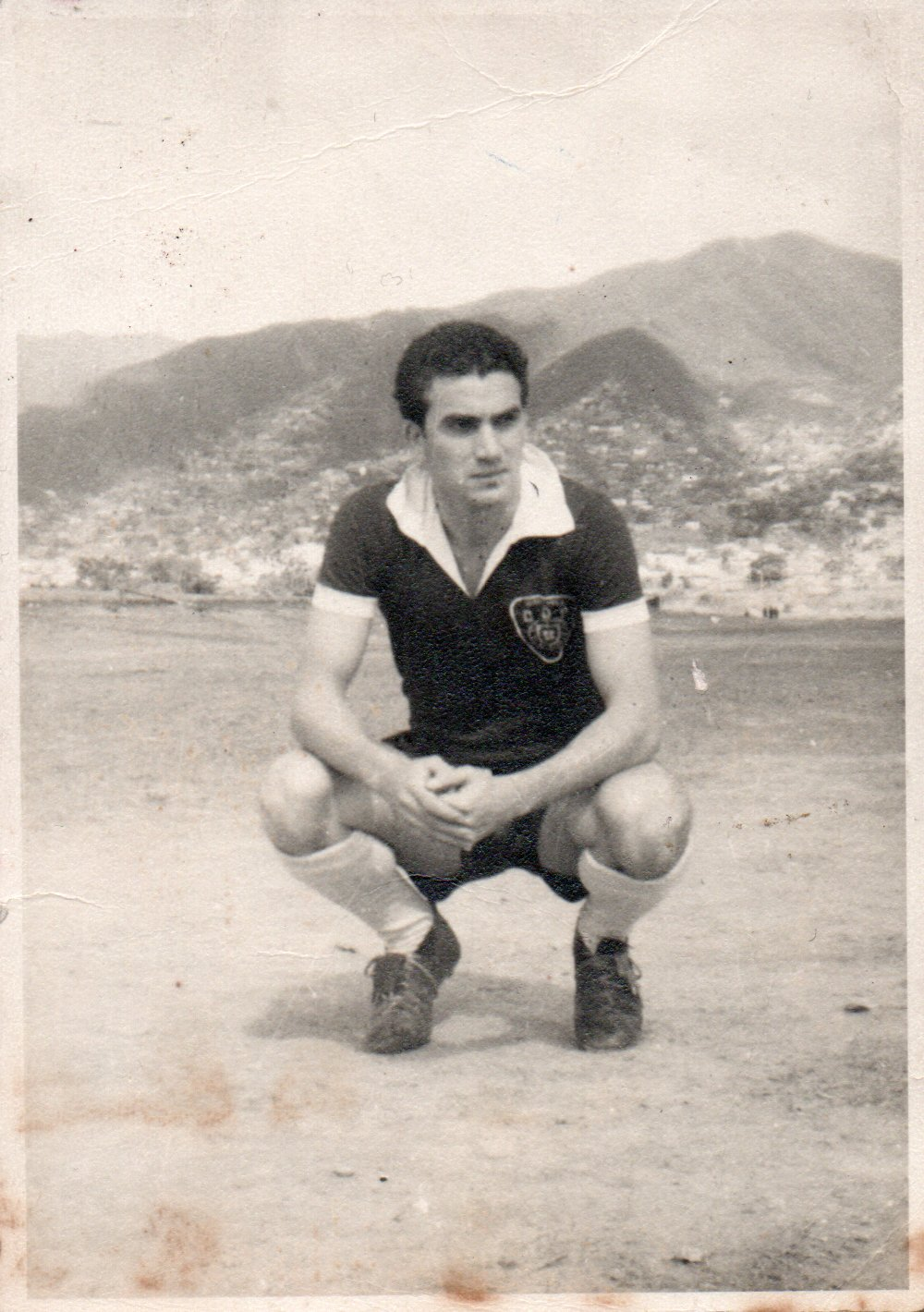
Tulio en Deportivo Portugués

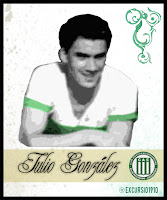
Tulio en Excursionistas

Tulio Orlando González (Santiago del Estero, Argentina ;3 de febrero de 1933-11 de septiembre de 2003,Buenos Aires) fue un futbolista argentino, se desempeñó como interior derecho y mediocampista. Su último Club fue La Salle Futbol Club de Venezuela.

### Biografía
Nació en Santiago del estero y se mudó a Bueno Aires, Palermo. Se dedicó al Fútbol profesional debutando en la Primera B en 1951 con el Club Atlético Excursionistas donde destacó en 132 partidos logrando 45 goles, al igual que en Quilmes en 1956 donde marcó 20 goles en 34 partidos, pero donde más marco su carrera fue en Venezuela logrando 4 títulos con el Deportivo Portugués y luego en La Salle Futbol Club aunque no logró títulos en el conjunto lasallista.
Tulio se destacó por su habilidad, juego elegante y polivalencia en el medio del campo siendo fuerte tanto defensivamente como ofensivamente.

### Formación
En Buenos Aires, Palermo fue donde dio sus primeros pasos como jugador, en los baldíos del Bajo Belgrano se lo vio participar en muchos encuentros de barriada, donde los espectadores lo catalogaron de un jugador hábil y escurridizo y con una gran colocación dentro del campo de juego. En 1950 Tulio con 16 años regreso Santiago del Estero para formar parte del equipo Unión de Santiago del Estero donde obtuvo el campeonato local y le dio cupo a formar parte del Campeonato Provincial Argentino realizado en Mendoza, allí fue su primera gran emoción como Futbolista.

### Carrera Profesional
Cuando transcurría el año 1951 regreso a Buenos Aires donde firmó contrato con el Club Atlético Excursionistas que jugaba la Primera B.Debutó el 18/8/51 contra El Porvenir en el Bajo Belgrano, y fue derrota por 1-2 gol de Paludi. Con los verdes Tulio tuvo grandes compañeros como Omar Higinio García y un entrenador de la magnitud de la leyenda Riverplatense Bruno Rodolfi.En esta institución Tulio tuvo dos pasos de 1951 a 1955 y un año que no completo por una lesión en 1957.Anotó 45 goles en 132 Partidos siendo el decimotercer máximo goleador de la historia del club.

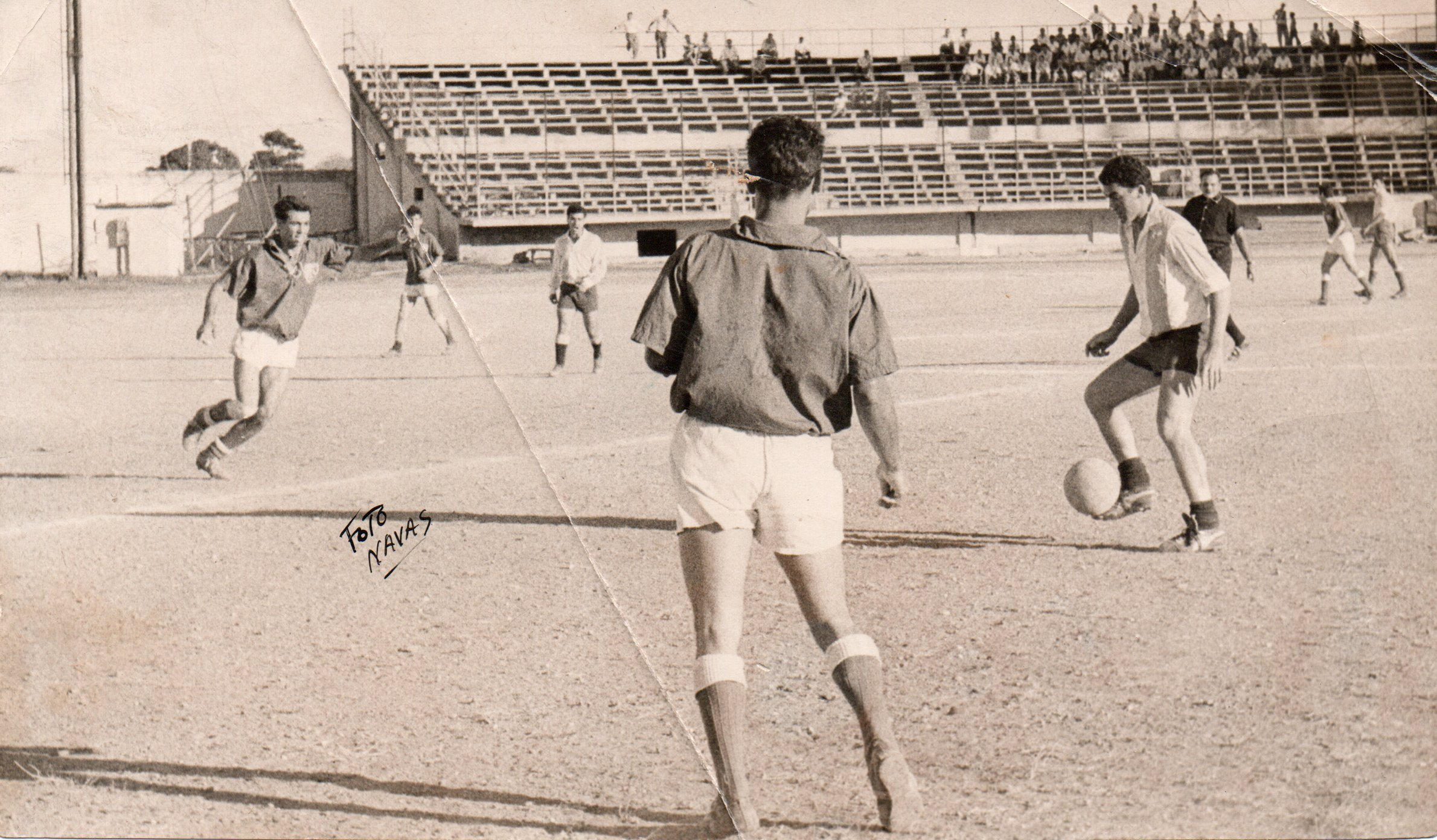
Tulio en Excursionistas, con el balón en sus pies

En 1956 Quilmes Atlético Club se interesa por Tulio y el cervecero pagó 50.000 pesos y un par de caños por el jugador en condición de préstamo por un año, con los del sur Tulio marco 20 goles en 34 partidos, pero allí comenzaron las desgracias, Tulio finalizoóel Campeonato con una lesión en la cintura, lesión que resultó ser más sería de lo que se pensaba  en un principio, estuvo 3 meses fuera de la práctica y volvió al Club Atlético Excursionistas pero no logró completar el año por la lesión, esa misma lesión en la cintura lo mantuvo unos meses alejado de la práctica e hizo nacer en su mente la idea de abandonar el futbol.

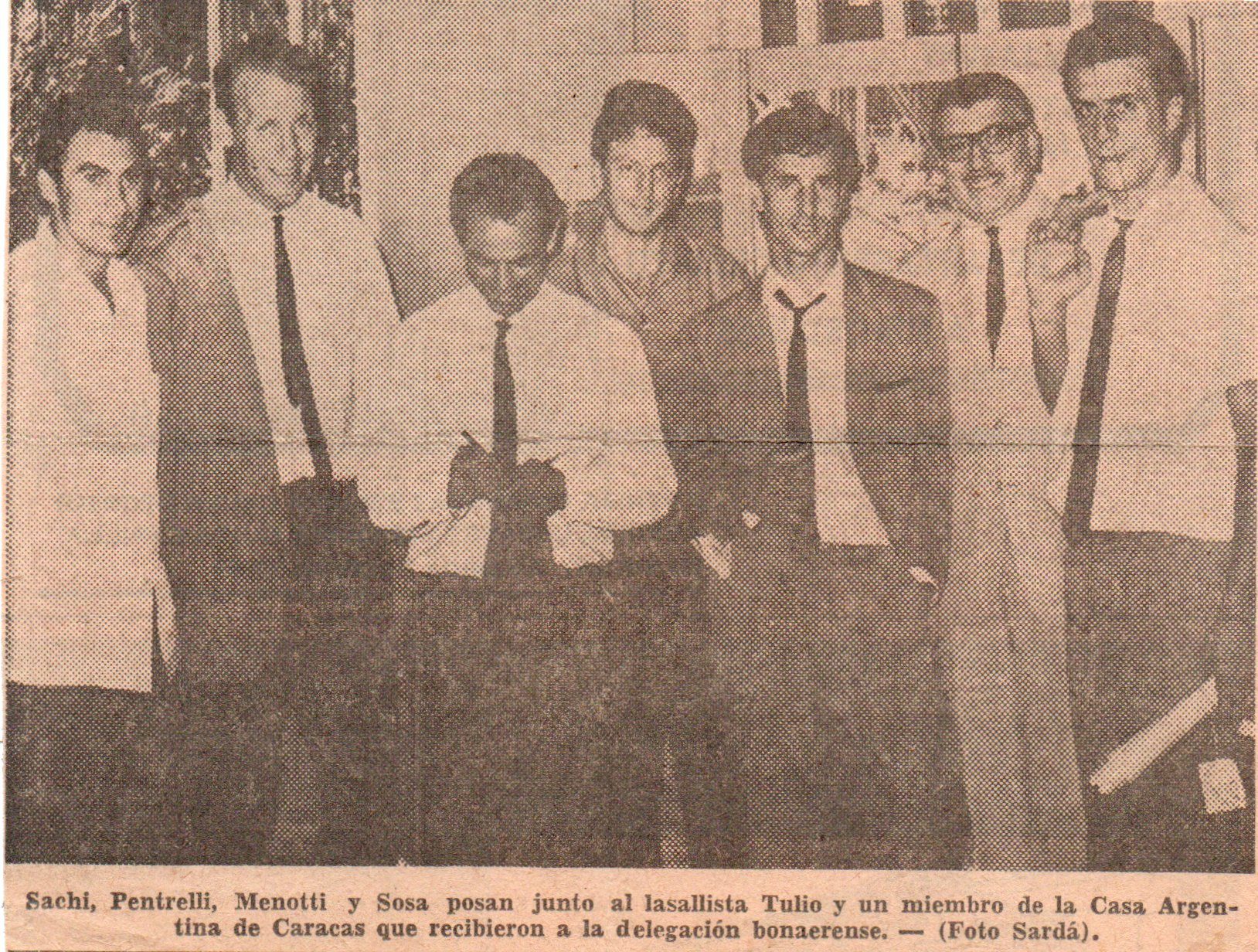
Tulio con Federico Sacchi,Luis Pentrelli,Ruben Sosa y Cesar Luis Menotti en Venezuela.

El clima de Buenos Aires no lo favorecía para recuperase como debía, entonces decidió radicarse en Caracas, Venezuela en 1958, allí el clima le favorecía notablemente y sus dolencia desaparecían. También ahí fue donde Tulio tuvo la suerte de encontrarse con José Gil, al cual consideraba un gran amigo y compañero de equipo, el uruguayo lo convenció de volver al futbol en el Club Deportivo Portugués, le presentó a la leyenda brasilera Orlando Fantoni,el cual Tulio siempre se mostro agradecido ya que fue el que encontró su posición en el campo de juego, el puesto de medio en vez del puesto de interior derecho que tuvo durante toda su carrera en la Argentina. Allí tulio fichó por Deportivo Portugués con Orlando de director técnico, Tulio consiguió la Copa Venezuela de 1959, la liga de 1958 y 1960.
En 1962 fichó por La Salle Futbol Club de Venezuela y este terminó siendo finalmente su último club de futbol como futbolista profesional.

### Estadísticas
| Club                         | Div | Años             | Partidos | Goles |
| ---------------------------- | --- | ---------------- | -------- | ----- |
| Club Atlético Excursionistas | 2.ª | 1951-1955 y 1957 | 132      | 45    |
| Quilmes Atlético Club        | 2.ª | 1956             | 34       | 20    |
| Deportivo Portgues           | 1.ª | 1958-1962        | n/a      | n/a   |
| La Salle Futbol Club         | 1.ª | 1962-1965        | n/a      | n/a   |

### Palmarés
| Título           | Club                | País      | Año  |
| ---------------- | ------------------- | --------- | ---- |
| Primera División | Deportivo Portugués | Venezuela | 1958 |
| Primera División | Deportivo Portugués | Venezuela | 1960 |
| Primera División | Deportivo Portugués | Venezuela | 1962 |
| Copa Venezuela   | Deportivo Portugués | Venezuela | 1959 |